# Iverson Molinar
Iverson Latrell Molinar Jones (nacido el 3 de diciembre de 1999) es un jugador de baloncesto profesional panameño que juega para el Hapoel Be'er Sheva B.C. de la Ligat ha’Al.

## Trayectoria

### Primeros años y carrera en la escuela secundaria
Molinar nació y creció en la Ciudad de Panamá, Panamá, donde jugó en el equipo de baloncesto del Instituto Italiano Enrico Fermi, a las órdenes del técnico Héctor González. Se mudó a los Estados Unidos a los 15 años para jugar en Oaks Christian School en Westlake Village, California. Como estudiante de tercer año en la Academia Covenant Christian Ministries en Marietta, Georgia, Molinar promedió 21,5 puntos, seis rebotes y cinco asistencias por partido. Jugó para Veritas National Prep School en su último año. Molinar también compitió por Team Why Not, un programa de la Unión Atlética Amateur fundado por el jugador de la NBA Russell Westbrook. Se comprometió a jugar baloncesto universitario para el estado de Mississippi a pesar de las ofertas de Arizona y el estado de Arizona, entre otros.

### Carrera Universitaria
El 21 de noviembre de 2019, Molinar anotó 21 puntos, el máximo de la temporada de primer año, en la victoria por 80-66 sobre Tulane. Como estudiante de primer año, promedió 5,9 puntos por partido. Se perdió los primeros tres juegos de su segunda temporada después de dar positivo por COVID-19. El 9 de enero de 2021, Molinar registró 24 puntos, ocho rebotes y cuatro robos en la victoria 84-81 sobre el Vanderbilt. Posteriormente fue nombrado Jugador de la Semana de la Southeastern Conference (SEC). En su segundo año, Molinar promedió 16,7 puntos, 3,7 rebotes y 2,3 asistencias por partido. El 12 de enero de 2022, Molinar anotó 28 puntos en la victoria 88-72 contra Georgia Bulldogs. El 25 de enero de 2022, anotó 30 puntos, el máximo de su carrera, en una derrota en tiempo extra por 82-74 contra Kentucky Wildcats. Molinar fue incluido en el primer equipo All-SEC como junior.. Como junior, promedió 17,5 puntos, 3,6 asistencias, 3,1 rebotes y 1,2 robos por partido. El 25 de marzo de 2022, Molinar se declaró para el draft de la NBA de 2022 manteniendo su elegibilidad universitaria. Más tarde firmó con un agente, renunciando a su elegibilidad restante.

### Carrera profesional

#### Milwaukee Bucks
Después de no ser reclutado en el draft de la NBA de 2022, Molinar se unió a los Milwaukee Bucks para la Liga de Verano de la NBA de 2022 y el 19 de septiembre de 2022 firmó con ellos. Sin embargo, fue despedido al día siguiente y posteriormente se unió al Wisconsin Herd, formando parte de la lista del día inaugural.Después de reincorporarse a Milwaukee para la Liga de Verano de la NBA de 2023, Molinar volvió a firmar con los Bucks el 2 de septiembre de 2023. Sin embargo, ese mismo día fue despedido para jugar de nuevo con los Wisconsin Herd.

#### Capitanes CDMX
El 8 de diciembre de 2023 Molinar fue traspasado a los Capitanes de Ciudad de México.

## Vida personal
Molinar es hijo de Leeza Jones y Manuel Molinar. Lleva el nombre del jugador de baloncesto del Salón de la Fama Allen Iverson. Habla inglés, español e italiano.

## Selección nacional
Molinar jugó para las selecciones juveniles de Panamá desde los 10 años. Hizo su debut con la selección absoluta en la FIBA AmeriCup de 2017, promediando tres puntos por partido.

## enlaces externos
- Ficha de Iverson Molinar en RealGM.com
- Biografía de Iverson Molinar en el Mississippi State Bulldogs

- Datos: Q100886213
- Multimedia: Iverson Molinar / Q100886213